# 圣莫尔
圣莫尔（法語：Sainte-Maure，法語發音：[sɛ̃t mɔʁ]）是法国奥布省的一个市镇，属于特鲁瓦区。

## 地理
圣莫尔（48°20'41"N, 4°3'41"E）面积20.92 平方千米，位于法国大東部大區奥布省，该省份为法国中北部省份，北起马恩省，西接塞纳-马恩省，西南至约讷省，东南至科多尔省，东临上马恩省。
与圣莫尔接壤的市镇（或旧市镇、城区）包括：巴尔伯雷-圣叙尔皮斯、拉沙佩勒圣吕克、弗日、拉沃、塞纳河畔圣伯努瓦、圣利耶、瓦伊。

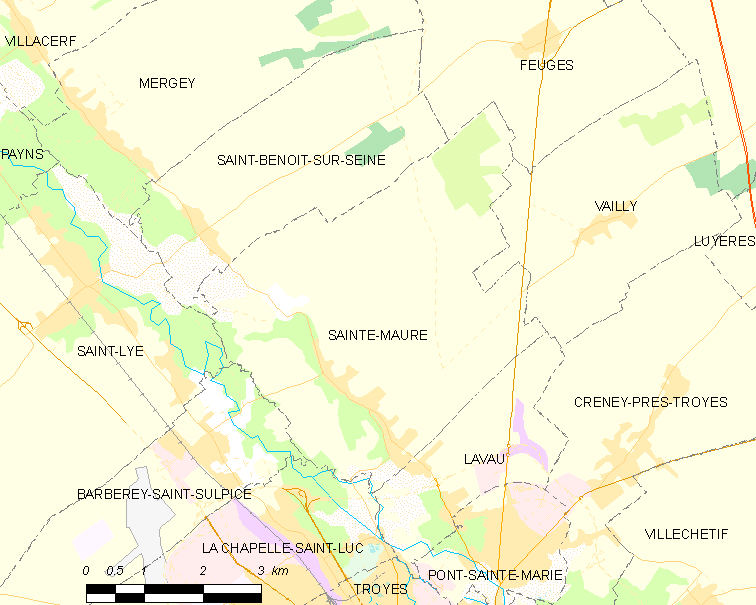
圣莫尔的OSM定位图

圣莫尔的时区为UTC+01:00、UTC+02:00（夏令时）。

## 行政
圣莫尔的邮政编码为10150，INSEE市镇编码为10352。

## 政治
圣莫尔所属的省级选区为特鲁瓦附近克勒内县。

## 人口

1962-2008年间圣莫尔人口变化图示

圣莫尔于2022年1月1日时的人口数量为1792人。